# Communauté de communes d'Estaing
La communauté de communes d'Estaing , connue aussi sous le nom de Espalion-Estaing, est une ancienne communauté de communes française, située dans le département de l'Aveyron.

## Historique
- Quatre communes à l'origine : Coubisou, Estaing, Sébrazac, Villecomtal en 2001.
- Élargissement de la communauté de communes d'Estaing à la commune de Le Nayrac au 1er janvier 2009.
- Élargissement de la communauté de communes d'Estaing aux six communes suivantes : Bessuéjouls, Le Cayrol, Espalion, Lassouts, Saint-Côme-d’Olt et Campuac au 1er janvier 2014.

## Territoire communautaire

### Composition
La communauté d'agglomération regroupait onze communes adhérentes au 1er janvier 2016 :
| Nom              | Code Insee | Gentilé        | Superficie (km2) | Population (dernière pop. légale) | Densité (hab./km2) |
| ---------------- | ---------- | -------------- | ---------------- | --------------------------------- | ------------------ |
| Estaing (siège)  | 12098      | Estagnols      | 16,96            | 547 (2014)                        | 32                 |
| Bessuéjouls      | 12027      | Bessuéjoliens  | 11,29            | 241 (2014)                        | 21                 |
| Campuac          | 12049      | Campuacois     | 19,19            | 442 (2014)                        | 23                 |
| Coubisou         | 12079      | Coubisouhels   | 30,95            | 500 (2014)                        | 16                 |
| Espalion         | 12096      | Espalionnais   | 36,60            | 4 460 (2014)                      | 122                |
| Lassouts         | 12124      | Lassoutois     | 30,74            | 304 (2014)                        | 9,9                |
| Le Cayrol        | 12064      | Cayrolais      | 22,16            | 255 (2014)                        | 12                 |
| Le Nayrac        | 12172      | Nayracois      | 36,57            | 527 (2014)                        | 14                 |
| Saint-Côme-d'Olt | 12216      | Saint-Cômois   | 30,10            | 1 338 (2014)                      | 44                 |
| Sébrazac         | 12265      | Sébrazaciens   | 25,04            | 504 (2014)                        | 20                 |
| Villecomtal      | 12298      | Villecomtalais | 14,05            | 390 (2014)                        | 28                 |

## Administration

### Siège
Estaing.

### Liste des présidents
| Période | Période       | Identité            | Étiquette | Qualité |
| ------- | ------------- | ------------------- | --------- | --- |
| 2001    | décembre 2016 | Jean-Claude Anglars | DVD       | Maire de Sébrazac (depuis 1995) Conseiller général du Canton d'Estaing (2004 → 2015) Conseiller départemental du Canton de Lot et Truyère (depuis 2015) |

### Sources
- Base de données ASPIC pour l'Aveyron, édition 11/2006.
- le SPLAF pour l'Aveyron, édition 11/2006.